# Ensenada (ciutat de la Baixa Califòrnia)
Ensenada és una ciutat de l'estat de Baixa Califòrnia, a Mèxic. Pertany al municipi d'Ensenada i n’és la capçalera municipal. És a 90 quilòmetres al sud de la ciutat de Tijuana. És travessada per la carretera federal 1. El 2005, el port d'Ensenada tenia 139.000 habitants (segons l'Instituto Nacional de Estadística y Geografía).

## Ciutats agermanades
- Misión San Fernando Rey de España de Velicatá, Mèxic.